# Rhaphidostegium undulatum
Rhaphidostegium undulatum är en bladmossart som beskrevs av Theodor Carl Karl Julius Herzog 1916. Rhaphidostegium undulatum ingår i släktet Rhaphidostegium och familjen Sematophyllaceae. Inga underarter finns listade i Catalogue of Life.